# Giampiero Gloder
Giampiero Gloder (15 de maig de 1958, Asiago, Itàlia) és un arquebisbe, diplomàtic i teòleg italià, llicenciat en teologia dogmàtica. El 1993 començà treballant al Servei Diplomàtic i també treballà per a la Secretaria d'Estat de la Santa Seu. El 21 de setembre del 2013 el papa Francesc el nomenà arquebisbe titular de Telde i President de l'Acadèmia Pontifícia Eclesiàstica.

## Biografia
Quan era jove feu els estudis eclesiàstics al seminari de la seva diòcesi natal, a Pàdua, i fou ordenat el 6 de juny del 1983 per l'arquebisbe Filippo Franceschi. Després de l'ordenació es traslladà a Roma, on es llicencià en teologia dogmàtica a l'Acadèmia Pontifícia Eclesiàstica.
En acabar els estudis universitaris, l'1 de juliol del 1993 s'incorporà com a membre del servei diplomàtic de la Santa Seu i poc després fou destinat a la Nunciatura Apostòlica de la República de Guatemala, on s'hi estigué fins al 1995, quan fou cridat a Roma per fer-se càrrec de la secció d'Afers Generals de la Secretaria d'Estat de la Santa Seu, ascendint el 1997 al càrrec de primer secretari, el 2001 a assessor de segona classe i el 2005 a conseller de primera classe i poc després també alhora fou nomenat cap de l'Oficina d'Afers Especials de la Secretaria d'Estat.
El 23 de setembre del 2003 el papa Joan Pau II li atorgà el títol de Prelat d'Honor de Sa Santedat, i el 5 de febrer del 2007 a proposta de la Presidència del Consell de Ministres d'Itàlia, se li atorgà a Roma la condecoració de Comendador de l'Orde al Mèrit de la República Italiana.
El 21 de setembre del 2013 el papa Francesc el nomenà arquebisbe titular de la Seu Titular de Telde i també president de l'Acadèmia Pontifícia Eclesiàstica, en successió e Beniamino Stella després del seu nomenament com prefecte de la Sagrada Congregació per al Clergat. Rebé la consagració episcopal el 24 d'octubre d'aquell any a la basílica de Sant Pere de Vaticà, a mans del papa Francesc i com a co-consagrants Mons. Antonio Mattiazzo i Mons. Jean-Pierre Grallet O.F.M.